# Wyspa Sturge’a
Wyspa Sturge’a – jedna z trzech głównych, niezamieszkanych Wysp Balleny’ego, leżących w okolicach wybrzeży Antarktydy, 95 km na północny wschód od przylądka Belousov Point.
Wyspa została odkryta przez Johna Balleny’ego. Wyspa ma ok. 9 km szerokości i 37 km długości (od Cape Freeman na północy do Cape Smith na południu). Najwyższym punktem wyspy jest wciąż niezdobyty Russell Peak. Cała grupa wysp jest zaliczana do Dependencji Rossa, uznawanej przez Nową Zelandię za część jej terytorium.